# Einwohnerentwicklung von Göttingen
Dieser Artikel gibt die Einwohnerentwicklung von Göttingen tabellarisch und graphisch wieder.

## Einwohnerentwicklung
Die Einwohnerentwicklung von Göttingen wies im Mittelalter und am Anfang der Neuzeit nur ein leichtes Wachstum auf und ging wegen der zahlreichen Kriege, Seuchen und Hungersnöte immer wieder zurück. So musste die Stadt 1597, 1611 und zuletzt 1626 mehrere Pestausbrüche verkraften. Die Einwohnerzahl, die im Jahre 1400 noch 6000 Personen betrug, sank um 1680 auf unter 3000. Seit Beginn der Industrialisierung im 19. Jahrhundert beschleunigte sich das Bevölkerungswachstum stark. 
Lebten 1827 erstmals mehr als 10.000 Menschen in der Stadt, so waren es 1895 bereits 25.000. Bis 1939 verdoppelte sich diese Zahl auf 50.000. Am 3. Juli 1964, dem Tag der Eingemeindung der Orte Geismar, Grone, Nikolausberg und Weende, überschritt die Einwohnerzahl der Stadt Göttingen die Grenze von 100.000, wodurch sie zur Großstadt wurde. Am 24. Mai 1987 erreichte die Bevölkerungszahl nach amtlicher Fortschreibung mit 134.217 ihren historischen Höchststand. 
Der Rückgang der Einwohnerzahl um knapp 20.000 Personen auf 114.698 bei der Volkszählung am 25. Mai 1987 resultiert einerseits aus einer fehlerhaften Fortschreibung auf Grund des langen Zeitraumes seit der letzten Volkszählung 1970 und andererseits auf die Einführung des Begriffes der „Bevölkerung am Ort der Hauptwohnung“. Da Studenten oftmals nur einen Zweitwohnsitz in der Universitätsstadt haben, werden diese somit von den Statistischen Ämtern im Gegensatz zur Definition „Wohnbevölkerung“ nicht zu den Einwohnern des maßgebenden Ortes gerechnet. Am 31. Dezember 2010 betrug die „Amtliche Einwohnerzahl“ von Göttingen nach Fortschreibung des Landesbetriebes für Statistik und Kommunikationstechnologie Niedersachsen 121.060 (nur Hauptwohnsitze und nach Abgleich mit den anderen Landesämtern). 2013 gab es einen weiteren Rückgang um etwa 5000 Personen, da die Zensuszahlen zugrunde gelegt wurden. Sehr viele Studierende hatten sich in der Zwischenzeit beim Fortzug nicht abgemeldet und waren noch als hauptwohnlich gemeldet registriert.
Die folgende Übersicht zeigt die Einwohnerzahlen nach dem jeweiligen Gebietsstand. Bis 1830 handelt es sich meist um Schätzungen, danach um Volkszählungsergebnisse (¹) oder amtliche Fortschreibungen des Statistischen Landesamtes. Ab 2013 liegt die Zensuszahl zugrunde. Die Angaben beziehen sich ab 1871 auf die „Ortsanwesende Bevölkerung“, ab 1925 auf die „Wohnbevölkerung“ und seit 1987 auf die „Bevölkerung am Ort der Hauptwohnung“. Vor 1871 wurde die Einwohnerzahl nach uneinheitlichen Erhebungsverfahren ermittelt.

### Von 1393 bis 1944
(jeweiliger Gebietsstand)
| Jahr           | Einwohner |
| -------------- | --------- |
| 1393           | 6.000     |
| 1503           | 5.000     |
| 1600           | 4.000     |
| 1700           | 3.100     |
| 1737           | 5.200     |
| 1812           | 8.957     |
| 1815           | 8.854     |
| 1820           | 9.148     |
| 1825           | 9.895     |
| 1826           | 9.877     |
| 1827           | 10.319    |
| 1830           | 10.741    |
| 1. Juli 1833 ¹ | 9.968     |

| Jahr               | Einwohner |
| ------------------ | --------- |
| 1. Juli 1836 ¹     | 10.471    |
| 1. Juli 1839 ¹     | 10.521    |
| 1. Juli 1842 ¹     | 10.278    |
| 1. Juli 1845 ¹     | 9.782     |
| 1. Juli 1848 ¹     | 9.789     |
| 3. Dezember 1852 ¹ | 10.425    |
| 3. Dezember 1855 ¹ | 10.588    |
| 3. Dezember 1858 ¹ | 12.012    |
| 3. Dezember 1861 ¹ | 12.452    |
| 3. Dezember 1864 ¹ | 12.674    |
| 3. Dezember 1867 ¹ | 14.534    |
| 1. Dezember 1871 ¹ | 15.847    |
| 1. Dezember 1875 ¹ | 17.038    |

| Jahr               | Einwohner |
| ------------------ | --------- |
| 1. Dezember 1880 ¹ | 19.963    |
| 1. Dezember 1885 ¹ | 21.561    |
| 1. Dezember 1890 ¹ | 23.689    |
| 2. Dezember 1895 ¹ | 25.506    |
| 1. Dezember 1900 ¹ | 30.234    |
| 1. Dezember 1905 ¹ | 34.081    |
| 1. Dezember 1910 ¹ | 37.594    |
| 1. Dezember 1916 ¹ | 39.387    |
| 5. Dezember 1917 ¹ | 36.162    |
| 8. Oktober 1919 ¹  | 41.246    |
| 16. Juni 1925 ¹    | 41.228    |
| 16. Juni 1933 ¹    | 47.149    |
| 17. Mai 1939 ¹     | 51.214    |

¹ Volkszählungsergebnis
Quelle: Stadt Göttingen

### Von 1945 bis 1989
(jeweiliger Gebietsstand)
| Jahr                 | Einwohner |
| -------------------- | --------- |
| 31. Dezember 1945    | 68.079    |
| 29. Oktober 1946 ¹   | 68.577    |
| 13. September 1950 ¹ | 78.680    |
| 25. September 1956 ¹ | 78.448    |
| 31. Dezember 1959    | 77.699    |
| 31. Dezember 1960    | 77.785    |
| 6. Juni 1961 ¹       | 80.377    |
| 31. Dezember 1961    | 81.005    |
| 31. Dezember 1962    | 81.178    |
| 31. Dezember 1963    | 82.639    |
| 31. Dezember 1964    | 109.856   |
| 31. Dezember 1965    | 111.288   |
| 31. Dezember 1966    | 112.172   |

| Jahr              | Einwohner |
| ----------------- | --------- |
| 31. Dezember 1967 | 112.381   |
| 31. Dezember 1968 | 113.338   |
| 31. Dezember 1969 | 115.227   |
| 27. Mai 1970 ¹    | 108.991   |
| 31. Dezember 1970 | 109.892   |
| 31. Dezember 1971 | 111.288   |
| 31. Dezember 1972 | 112.281   |
| 31. Dezember 1973 | 120.435   |
| 31. Dezember 1974 | 122.428   |
| 31. Dezember 1975 | 123.797   |
| 31. Dezember 1976 | 123.932   |
| 31. Dezember 1977 | 124.982   |
| 31. Dezember 1978 | 126.865   |

| Jahr              | Einwohner |
| ----------------- | --------- |
| 31. Dezember 1979 | 128.118   |
| 31. Dezember 1980 | 129.656   |
| 31. Dezember 1981 | 131.264   |
| 31. Dezember 1982 | 132.537   |
| 31. Dezember 1983 | 133.894   |
| 31. Dezember 1984 | 132.454   |
| 31. Dezember 1985 | 133.394   |
| 31. Dezember 1986 | 133.796   |
| 25. Mai 1987 ¹    | 114.698   |
| 31. Dezember 1987 | 116.438   |
| 31. Dezember 1988 | 118.073   |
| 31. Dezember 1989 | 120.242   |

¹ Volkszählungsergebnis
Quelle: Landesbetrieb für Statistik und Kommunikationstechnologie Niedersachsen

### Ab 1990
(jeweiliger Gebietsstand)
| Jahr              | Einwohner |
| ----------------- | --------- |
| 31. Dezember 1990 | 121.831   |
| 31. Dezember 1991 | 124.331   |
| 31. Dezember 1992 | 128.299   |
| 31. Dezember 1993 | 128.419   |
| 31. Dezember 1994 | 127.519   |
| 31. Dezember 1995 | 126.253   |
| 31. Dezember 1996 | 126.451   |
| 31. Dezember 1997 | 127.366   |
| 31. Dezember 1998 | 125.984   |
| 31. Dezember 1999 | 124.775   |
| 31. Dezember 2000 | 124.132   |
| 31. Dezember 2001 | 123.822   |
| 31. Dezember 2002 | 123.698   |
| 31. Dezember 2003 | 122.883   |
| 31. Dezember 2004 | 122.187   |
| 31. Dezember 2005 | 121.884   |

| Jahr              | Einwohner |
| ----------------- | --------- |
| 31. Dezember 2006 | 121.581   |
| 31. Dezember 2007 | 121.513   |
| 31. Dezember 2008 | 121.455   |
| 31. Dezember 2009 | 121.457   |
| 31. Dezember 2010 | 121.060   |
| 31. Dezember 2011 | 116.052   |
| 31. Dezember 2012 | 116.650   |
| 31. Dezember 2013 | 116.891   |
| 31. Dezember 2014 | 117.665   |
| 31. Dezember 2015 | 118.914   |
| 31. Dezember 2016 | 119.177   |
| 31. Dezember 2017 | 119.529   |
| 31. Dezember 2018 | 119.801   |
| 31. Dezember 2019 | 118.911   |
| 31. Dezember 2020 | 116.845   |
| 31. Dezember 2021 | 116.557   |
| 31. Dezember 2022 | 118.946   |

¹ Volkszählungsergebnis
Quelle: Landesbetrieb für Statistik und Kommunikationstechnologie Niedersachsen

## Bevölkerungsprognose
In ihrer 2009 veröffentlichten Publikation „Wer, wo, wie viele? - Bevölkerung in Deutschland 2025“, in der die Bertelsmann-Stiftung Daten zur Entwicklung der Einwohnerzahl für alle Kommunen ab 5.000 Einwohner in Deutschland liefert, wird für Göttingen ein Rückgang der Bevölkerung zwischen 2009 und 2030 um 8,6 Prozent (10.440 Personen) vorausgesagt. 
Absolute Bevölkerungsentwicklung 2009–2030 und 2012–2030 – Prognosen für Göttingen (Hauptwohnsitze):

Nebenstehende Prognosen im Vergleich zur realen Entwicklung von 1990 bis 2018

| Prognose 2009 | Prognose 2009 |
| Jahr          | Einwohner     |
| ------------- | ------------- |
| 2009          | 121.370       |
| 2015          | 118.680       |
| 2020          | 116.260       |
| 2025          | 113.710       |
| 2030          | 110.930       |

| Prognose 2012 | Prognose 2012 |
| Jahr          | Einwohner     |
| ------------- | ------------- |
| 2012          | 116.620       |
| 2020          | 118.870       |
| 2025          | 118.050       |
| 2030          | 116.640       |

Quelle: Bertelsmann-Stiftung